# Nathaniel Culverwell
Nathaniel Culverwell (orthographe alternative Nathanael ou Culverwel ; 1619–1651) est un auteur et théologien anglais.
Né dans le Middlesex, il est baptisé le 14 janvier 1619 à l'église Sainte-Marguerite Moïse où son père est recteur. Il est le deuxième des six enfants de Richard et Margaret (Horton) Culverwell.
Étudiant (admis en 1633) et plus tard membre de l'Emmanuel College de Cambridge, il est associé à des membres du groupe des platoniciens de Cambridge.

## Travaux
- Spiritual Optics, or a Glass Discovering the Weakness and Imperfection of a Christian's Knowledge in this Life, 1651
- An Elegant and Learned Discourse of the Light of Nature, 1652 - Son œuvre la plus connue, qui a été initialement prononcée sous la forme d'une série de conférences en 1645-1646, et tente une médiation entre la raison et la foi, via la loi naturelle, dans le contexte de la positions religieuses opposées de la guerre civile anglaise.
- Worth of Souls
- The Schisme
- Act of Oblivion
- Child's Return
- Panting Soul
- Mount Ebal
- White Stone